# Ildefonso Pereda Valdés
Ildefonso Pablo Victoriano Pereda Valdés (6 de març de 1899, Tacuarembó, Uruguai - 17 de juliol de 1996, Montevideo, Uruguai) fou un advocat, escriptor, polígraf, investigador, historiador i polític uruguaià.

## Biografia
Els seus pares eren Ildefonso Pereda i Benjamina Valdés, i es va traslladar a Montevideo quan tenia dotze anys.
El 1920 va fundar i dirigir la revista "Los Nuevos", en què es van publicar per primer cop a l'Uruguai articles de Guillaume Apollinaire, Jean Cocteau, Max Jacob i Pierre Reverdy.
Fou membre de número de l'Acadèmia Nacional de Lletres de l'Uruguai, president del Centre d'Estudis Folklòrics de l'Uruguai, de la Societat d'Homes de Lletres, Societat Artiguista de l'Uruguai, d'Amics de l'Art, soci honorari i un dels fundadors del Cine Club, membre de la Societat Folklòrica de l'Uruguai, de la Societat Bolivariana de l'Uruguai i integrant de la Comissió d'Honor de l'AGADU.
Una de les seves principals contribucions fou la d'iniciar i impulsar la "croada negra" a l'Uruguai, que va fomentar l'estudi i difusió de la cultura i tradicions afrouruguaianes. També va ser crític cinematogràfic, cronista teatral, i va ocupar de forma honorària el càrrec de secretari de la Comissió de Post-Guerra, presidida pel Dr. Jacobo Varela durant la presidència de Juan José de Amézaga.
Fou professor de literatura a l'ensenyament mitjà i de teoria del folklore a l'Institut d'Estudis Superiors; va dictar cursos de literatura afroamericana a les Universitats de Santiago i Concepció (Xile) i literatura a la Facultat de Paranà (Brasil).
Fou representant diplomàtic (cònsol ad honorem de Veneçuela), representant nacional (1923-1926) i com a tal va presentar el primer projecte per atorgar premis que estimularien la producció literària nacional.

## Obres
- La casa iluminada (1920)
- El libro de la colegiala (1921)
- La guitarra de los negros (1926)
- Raza negra (1931)
- El sueño de Chaplín (1930)
- Música y acero (1930)
- El romancero de Simón Bolívar (1930)
- El arquero (1933)
- Antología de la moderna poesía uruguaya (1933)